# Monte San Savino
Monte San Savino är en ort och kommun i provinsen Arezzo i regionen Toscana i Italien. Kommunen hade 8 702 invånare (2018).